# Manoel Ignácio do Canto e Silva
Manoel Ignácio do Canto e Silva (Jaguariaíva, ? de 1809 - Castro, 21 de novembro de 1885) foi um fazendeiro, comendador e político brasileiro filiado ao Partido Conservador. Foi considerado no auge de sua vida, como um dos maiores proprietários de terras do Paraná.

## Biografia
Era filho do sargento-mor Manoel José do Canto e de Ana Luiza da Silva. Neto do sargento-mor, tenente-coronel José Felix da Silva Passos, senhor da Fazenda Fortaleza e Onistarda Maria do Rosário. Casou-se com Cândida Joaquina Novaes e Silva. Seus genros foram o deputado, conselheiro e presidente da província de São Paulo, Laurindo Abelardo de Brito, casado com Agueda Joaquina do Canto e Silva, e o deputado Barão de Monte Carmelo, Bonifácio José Batista, casado com Ana Luiza Novais do Canto e Silva.
Foi vereador no município de Castro em 1834, tornando-se presidente da casa em 1836. Foi brigadeiro, sendo considerado em 1855 o primeiro diretor geral dos índios na nova província do Paraná. Comandou o regimento de cavalaria da Guarda Nacional em Castro e em Guarapuava. Foi também deputado provincial para o biênio 1854/1855, sendo parte da primeira bancada parlamentar paranaense. Tentou se eleger novamente para deputado, não obtendo sucesso. Foi ainda candidato a senador em 1876.
Recebeu a Comenda da Ordem de Cristo (indicado pelo Barão de Antonina em 1842). Hábito de Cavaleiro da Imperial Ordem da Rosa por serviços prestados durante a Guerra do Paraguai (9 de março de 1867).